# ATP Shenzhen Open 2015
ATP Shenzhen Open 2015 — тенісний турнір, що проходив на кортах з твердим покриттям у місті Шеньчжень, КНР з 28 вересня. Належав до категорії ATP World Tour 250.

## Фінальна частина

### Одиночний розряд
Томаш Бердих —  Гільєрмо Гарсія-Лопес 6–3, 7–6(9–7)

### Парний розряд
Джонатан Ерліх /  Колін Флемінг —  Кріс Гуччоне /  Андре Са 6–1, 6–7(3–7), [10–6]